# Rolando Navarrete
Rolando Navarrete (* 14. Februar 1957 in General Santos, Philippinen) ist ein ehemaliger philippinischer Boxer und Rechtsausleger. 

## Profi
Er blieb in seinen ersten neun Kämpfen ungeschlagen. Am 15. Februar 1975 gewann er im Bantamgewicht den Philippines Games & Amusement Board Title. Diesen Gürtel sicherte er sich auch am 19. August 1978 im Federgewicht. Im April 1980 boxte er gegen Alexis Arguello um die WBC-Weltmeisterschaft im Superfedergewicht und scheiterte.
Gegen Cornelius Boza Edwards trat er Ende August 1981 abermals um den Weltmeistertitel der WBC im Superfedergewicht an und siegte in der 5. Runde durch K. o. Diesen Gürtel verteidigte er im Januar 1982 gegen Chung-Il Choi und fügte ihm zugleich seine erste Niederlage zu. Ende Mai 1982 musste er sich dem Mexikaner Rafael Limón geschlagen geben und war somit den Gürtel los.